# المتحف الفلسطيني
المتحف الفلسطيني هو مؤسسة ثقافية مستقلة، مكّرسة لتعزيز ثقافة فلسطينية منفتحة ودينامية على المستويين المحلي والدولي، يقدّم المتحف ويساهم في إنتاج روايات عن تاريخ فلسطين وثقافتها ومجتمعها بمنظورٍ جديد، كما يوفّر بيئة حاضنة للمشاريع الإبداعية والبرامج التعليمية والأبحاث المبتكرة، وهو أحد أهم المشاريع الثقافية المعاصرة في فلسطين.

## حول المشروع
المتحف الفلسطيني هو منبر حر للحوار يساهم في خلق خطاب جديد للتواصل والتعلم والأمل وفضاء يحتضن إبداعات المفكرين والباحثين والفنانين في فلسطين والشتات. ويهدف المتحف لأن يكون منبراً رائداً وخلاقاً للبحث عن والتعريف بفلسطين تاريخاً ومجتمعاً وثقافة.
بدأت فكرة تأسيس المتحف بمبادرة من أعضاء مجلس أمناء مؤسسة التعاون في عام 1997 تخليداً للذكرى الخمسين للنكبة. تغيرت الفكرة مع مرور الوقت ولم تعد تقتصر على الحفاظ على الذاكرة، ليصبح المتحف مؤسسة تسعى للنهوض بالثقافة الفلسطينية، وتعمل على تفعيل حراك فكري وفني مفتوح للجميع، إضافة إلى توثيق التاريخ الفلسطيني من بداية القرن التاسع عشر
متحف عابر للحدود
صمم المتحف الفلسطيني ليكون مؤسسة عابرة للحدود السياسية والجغرافية، لتذليل عقبات التنقل والحركة التي تمنع الفلسطينيين وغير الفلسطينيين من الوصول إلى مقر المتحف في بيرزيت. يسعى المتحف لأن يكون حلقة وصل بين الفلسطينيين من خلال شبكة من الشركاء المحليين والدوليين، وأرشيفاته الرقمية ومنابره الإلكترونية.
إدارة المتحف
تشغل د. عادلة العايدي-هنية منصب مدير عام المتحف الفلسطيني منذ بداية أيلول 2018. وهي كاتبة وأكاديمية مختصة في الثقافة الفلسطينية، والفكر العربي الحديث، والفضاءات والممارسات الثقافية. حصلت العايدي على الدكتوراه في الدراسات الثقافية من جامعة جورج ماسون، وعلى الماجستير في الدراسات العربية المعاصرة من جامعة جورج تاون، وتركزت أبحاثها الأكاديمية في مجالات النظرية النقدية والجماليات، ونظريات الإيديولوجيا، ودراسات ما بعد الاستعمار. كما حظيت على زمالة أبحاث ما بعد الدكتوراه من المجلس العربي للعلوم الاجتماعية.

## مبنى أخضر
يجري بناء المتحف الفلسطيني على أرض مساحتها 40 دونماً في بلدة بيرزيت ويعتبر مبنى المتحف علامة معمارية ذات طابع حديث وعصري قام بتصميمه المكتب المعماري الإيرلندي هينغان بينغ، ويمتزج بناؤه مع المدرجات المتتالية التي تتميز بها التلال الفلسطينية، أما حدائقه وبياراته فتحتوي على نباتات وأشجار وأزهار من البيئة الأصلية لفلسطين والمنطقة.
سيكون المتحف الفلسطيني أول مبنى أخضر في فلسطين يحصل على الشهادة الفضية في نظام الريادة العالمي في تصميمات الطاقة والبيئة، والذي يشار إليه بـ LEED اختصاراً لـ Leadership in Energy and Environmental Design، مما سيجعل منه نموذجاً في الاستدامة البيئية في فلسطين.
يجري بناء المتحف على مرحلتين:
المرحلة الأولى: تمتد على مساحة 3500 متر مربع، وتضم صالات عرض، ومدرجاٌ في الهواء الطلق، ومقصفاً داخلياً وخارجياً، وصفوف دراسية، ومخازن ومكاتب للموظفين ومرافق عامة، ومن المقرر افتتاحها في العام 2016.
المرحلة الثانية: ستشيد على مساحة تبلغ 6500 متر مربع، ومن المتوقع إنجازها في عام 2026. وستستوعب صالات أكبر للمعارض ومسرحاً داخلياً وصفوفاً دراسية إضافية ومكتبة.

## الجوائز
المتحف الفلسطيني يفوز بجائزة الآغا خان للعمارة، آب 2019.
فاز المتحف بجائزة الآغا خان للعمارة 2019 والتي تبلغ قيمتها مليون دولار أمريكي، مع خمسة مشاريع عالمية أخرى، تنافست ضمن القائمة القصيرة للجائزة والتي تضم 20 مشروعًا من 16 دولة مختلفة لدورة هذا العام. وتسلمت الجائزة رئيسة مجلس إدارة المتحف الفلسطيني زينة جردانة، ومهندسة حدائق المتحف لارا زريقات، وروشين هينغان من المكتب المعماري الإيرلندي هينغان بينع والذي صمم المتحف، وذلك في حفل مرموق في مدينة قازان الروسية في خريف عام 2019.
تُعتبر جائزة الآغا خان واحدة من أقدم الجوائز المرموقة في مجال العمارة، وتختار المشاريع بناءً على معايير مختلفة، بدءًا من تلك التي تُعنى بتحسين الأحياء الفقيرة، وانتهاءً بالأبنية الخضراء، ليس استنادًا إلى تميّزها على مستوى العمارة فقط، إنّما لما تُحدثهُ، هذه العمارة، من أثرٍ فارقٍ على مستوى تحسين جودة الحياة العامة في بلدانها.
الزمالة الفخرية من المعهد الملكي للمعماريين البريطانيين، تشرين الثاني 2018.
حازت السيدة زينة جردانة، رئيسة مجلس إدارة المتحف الفلسطيني، على الزمالة الفخرية من المعهد الملكي للمعماريين البريطانيين RIBA. ويمنح المعهد الملكي الزمالات الفخرية سنوياً لأشخاص ليسوا مهندسين معماريين، ولكنهم قدموا مساهمات في مجال الهندسة المعمارية، وهذا يشمل الأفراد الذين كان لهم دور في تطوير دور الهندسة المعمارية في بناء مجتمعات أكثر استدامة، والذين شاركوا في تعزيزها وإدارتها، والذين يرعون مصالح الأجيال القادمة.
جائزة الشرق الأوسط وشمال إفريقيا للأبنية الخضراء، أيار 2018.
فاز المتحف الفلسطيني في مسابقة "جوائز الشرق الأوسط وشمال إفريقيا للأبنية الخضراء 2018" عن فئة «المبنى العام الأخضر». ينظم هذه الجائزة مجلس الإمارات للأبنية الخضراء، واعتمُدت من قبل المجلس العالمي للأبنية الخضراء بالشراكة مع مجالس الأبنية الخضراء في منطقة الشرق الأوسط وشمال إفريقيا. وتكرّم هذه الجائزة الإنشاءات الخضراء (الصديقة للبيئة) تقديراً لالتزامها بالابتكار والتميّز في معايير وممارسات الأبنية المستدامة.
«في عصرنا: عام من العمارة في يوم واحد»، كانون الأول 2017.
اختير المتحف الفلسطيني للمشاركة في ندوة «في عصرنا: عام من العمارة في يوم واحد» التي ينظمها متحف المتروبوليتان للفنون في نيويورك، وهي ندوة مكرّسة للمشاريع المكانية الأكثر إثارة وجدلاً في العام 2017. ويجمع هذا الحدث المعماريين والفنانين وقيّمي المعارض والمُنظّرين وصانعي الأفلام من حول العالم، الذين تم اختيارهم لتقديم مشاريعهم الجديدة، سواء المباني أو الكتب أو الأعمال الفنية أو المعارض، والتي اعتُبرت من ضمن المشاريع الأكثر إثارة للاهتمام خلال العام، والتي تمسُّ القضايا الأكثر إلحاحاً في عصرنا.
جائزة مهرجان العمارة العالمي، تشرين الثاني 2017. فاز تصميم مبنى المتحف الفلسطيني بجائزة مهرجان العمارة العالمي للعام 2017، الذي عُقد في برلين- ألمانيا، وذلك عن فئة الثقافة. وحظي المتحف بهذا الفوز بعد تنافسه ضمن فئة الثقافة – المباني المُتكلمة مع 14 منبىً لمشاريع ثقافية حول العالم.
الشهادة الذهبية للريادة في تصميمات الطاقة والبيئة (LEED)، تشرين الثاني 2017.
حصل المتحف الفلسطيني على الشهادة الذهبية للريادة في تصميمات الطاقة والبيئة (LEED)، ليكون بذلك أول متحف في الشرق الأوسط يحصل على الشهادة الذهبية. ومُنح المتحف هذه الشهادة لمراعاته شروط الاستدامة في استخدام وتوفير المياه بنسبة وصلت إلى حوالي 49%، والطاقة بنسبة 16%، وفي استخدام المواد والمصادر الطبيعية من خلال فرز وإعادة استخدام ما يقارب 96% من النفايات أثناء مرحلة البناء.
«جائزة الرئيس» من المعهد الملكي الإيرلندي للعمارة، تموز 2017 منحت رئيسة المعهد الملكي الإيرلندي للعمارة RIAI، كارول بولارد، «جائزة الرئيس» للعام 2017 للمتحف الفلسطيني، إلى جانب 20 كتلة معمارية أخرى من أصل 60 مشروعاً معمارياً تأهلت للمرحلة النهائية لجائزة المعهد الملكي للعمارة، والذي تأسس في العام 1983 بهدف تعزيز قيمة العمارة وأثرها في خدمة المجتمع.
جائزة أفضل لوغو، تشرين الثاني 2014. فاز المتحف الفلسطيني بجائزة أفضل لوغو في المسابقة الدولية للتصميم والاتصال الدولي (IDCA) لعام 2014، التي عُقدت في سيدني، أستراليا، وشهدت منافسة دولية واسعة. وحلَّ في المركزين الثاني والثالث عن هذه الفئة كلٌّ من «متحف كل شيء» البريطاني "The Museum of Everything"، و«المتحف الكندي للحضارة».
جائزة أفضل هوية مؤسساتية، تشرين الأول 2014. فاز المتحف الفلسطيني بجائزة أفضل هوية مؤسساتية (أفضل طباعة/ لوغو (شعار)/ علامة تجارية) في مسابقة نظمتها الجمعية الدولية للتصميم (ISTD)، ومقرها المملكة المتحدة.

## معارض
مدى البُرتقال رحلات بصرية في المشهد الطبيعي: ملصقات سياسية فلسطينية مُختارة من مجموعة المتحف، 25 شباط 2020 – 5 نيسان 2020. القيّمة: أديل جرار، يبحث «مَدى البُرتقال» في تمثيلات الأرض والجغرافيا والطبيعة الفلسطينية في جزء من الملصقات السياسية الموجودة في المجموعة الدائمة للمتحف الفلسطيني - مجموعة الملصقات السياسية الفلسطينية، وهي منحة كريمة من السفير السابق، علي القزق، وتحوي 540 ملصقًا، صُمِّمت بين أواخر الستينات وحتى أوائل التسعينات.
يحاور «مَدى البُرتقال» فكرة المشهد الطبيعي، والتغييرات التي شهدتها جغرافيا فلسطين، متمثّلةً حينًا في فوتوغرافيا المستشرقين، وحينًا كجغرافيا مفقودة، وحينًا آخر كحلم، وكانت هذه التغييرات محمولة على كتف المشروع السياسي أو الفكر الأيديولوجي، ومستجيبة له على شكل حالة بصرية ولغة فنية ظهرت في الملصق السياسي الفلسطيني.
يحاول العرض طرح ارتباطات بين أساليب وطرق التمثيل البصري المختلفة للمشهد الطبيعي في الملصق السياسي، فكريًا وجماليًا، وعلاقتها المتذبذبة بالمشروع السياسي والظرف التاريخي. يرفد المعرض سابقه، «اقتراب الآفاق»، ويوفر المجال لاختبار المشهد الحضري والطبيعي بوسيلة فنية إضافية: الملصق السياسي.
يأتي «مَدى البُرتقال» في 7 أقسام، تم تقسيمها، أيقونوغرافيًا (رمزيًا) أو موضوعيًا، إلى: بذور التحرر، والنضال كفعلٍ مؤنث، والدمار كمشهد، وفلسطين تتجلى، وفدائي، وزهر وحنون، وردّ البرتقال. وتعرض الأقسام طرقًا مختلفة استخدم فيها هذا الرمز أو ذاك الموضوع، وعلاقته بالمشهد الطبيعي.
استلهم الاسم «مَدى البُرتقال» من مذكرات الشاعر الفرنسي جان جينيه، والتي يتحدث فيها عن رؤيته لأضواء الجليل في المدى من الحدود الأردنية، أثناء تخييمه مع الثوار الفلسطينيين أوائل السبعينات حين انضم للثورة.
أديل جرّار (فلسطين، 1992)، كاتبة وناقدة في مجال الثقافة البصرية. حاصلة على درجة البكالوريوس في الهندسة المعمارية من جامعة بيرزيت عام 2016، وتستكمل الحصول على درجة الماجستير في الإدارة الفنّية والثقافية من جامعة لوفانا. تتلاقى اهتمامات جرّار بعملها، وذلك ضمن تحليل مجازات بُنى السلطة/ القوّة في التمثيلات البصرية، مع خبرة واسعة في مجالات التصميم والبحث والكتابة وقيميّة المعارض.
كُلّفت جرّار بالكتابة لعديد المنصّات والمجلّات، بما في ذلك مؤسسة الدراسات الفلسطينية، وحِبر، و"Lifta Volumes"، و"the Funambulist"، و"the Art Columnist". وقد ساعدت في قيميّة «معرض المُدن 5: غزّة- إعادة إعمار»، ومعرض"?City of whom"، وساهمت مؤخّرًا في كتابة قصّة ضمن مجموعة قصصية بعنوان «إعادة قولبة العالم: رام الله. قصص خيال علمي قصيرة من فلسطين».
اقتراب الآفاق: التحوّلات الفنيّة للمشهد الطبيعي، نيسان 2019 - 5 كانون الثاني 2020. يستكشف هذا المعرض التحولات الفنية في المشهد الطبيعي لدى الفنانين الفلسطينيين، والعلاقة التي تربطنا بالمكان والموقع الجغرافي من خلال ثيمات المحو والتفتيت والمسافة والانتماء. يضم المعرض مجموعة من الأعمال التي تستكشف تطوّر التمثلات الفنية للمشهد الطبيعي الفلسطيني على مدى عقود من الزمن، كما يعرض كيف شقّت الخسارة والتحوّلات المستمرة في المشهد الطبيعي طريقها في التمثلات الفنية، ويعالج الأسئلة التي ارتبطت بتجربة البعد عن الوطن والمنفى.
طالما كان المشهد الطبيعي موضوعاً بارزاً في أعمال الفنانين الفلسطينيين، إذ تشكل من طبقات بالغة العمق والتعقيد من التفاعلات بين النصوص والذكريات والتاريخ، ما جعله يحتلُّ مكانة مركزية في هوية الفلسطينيين. يتناول المعرض أيضاً مجموعة من التساؤلات، محاولاً تقديم إجابات عنها، مثل: كيف يبحث الفنانون الفلسطينيون في الذاكرة الشخصية والجمعية بعلاقتها بالتمثلات الفنية للمشهد الطبيعي؟ كيف يساهم الواقع المتغيّر على الأرض في بناء تصوّراتهم حول المشهد الطبيعي؟ كيف يشكّل المنفى وغيره من تجارب الاغتراب وجهات نظرهم ورؤيتهم للمشهد الطبيعي؟ كيف يتفاعل الفنانون مع ماديّة الأرض ويوظفونها في أعمالهم الفنية؟ وكيف تتمحور الممارسات الفنية والعلاقة الحميمة بالأمكنة حول الأرض المبتعدة؟

غزْل العروق: عين جديدة على التطريز الفلسطيني ، آذار - كانون الأول 2018.
ي سياق تاريخ حافل من البحوث والمعارض والفعاليات التي تناولت التطريز الفلسطيني، يأتي معرض "غزْل العروق" مغايرًا، ومزامنًا لنقاش عالمي في قضايا النساء، ليكشف اللثام عن التطريز الفلسطيني ويُسلّط الضوء على جوانبه المتعدّدة، ذات الصلة بمسائل النوع الاجتماعي، والعمل، والرموز، والتسليع، والطبقات الاجتماعية.
يتتبع المعرض عبر هذه الجوانب التحولات التي شهدها تاريخ التطريز الفلسطيني، بدءًا من زمن ارتباطه بذات المرأة الفلسطينية وتعبيره عنها، مرورًا بتحوله إلى رمز بصري ووطني للقضية والثورة، وصولًا إلى تداوله المعاصر كمنتج فنّي، وثقافي، واستهلاكي. ويتناول المعرض تداعيات تسييس التطريز الفلسطيني وانتقاله إلى عالم الصور عبر اللوحات والملصقات، كما يُسائل طبيعة إنتاجه الراهن في كنف المجتمع المدني، ويقف عند نتائج تسليعه.
يستند معرض «غزْل العروق»، والذي يأتي تحت إشراف القيّمة ريتشل ديدمان، على معرض «أطراف الخيوط: التطريز الفلسطيني في سياقه السياسي»، الذي أقامه المتحف الفلسطيني في دار النمر للفن والثقافة في بيروت عام 2016. وتتوج هذه الحُلّة الجديدة من المعرض سنوات من البحث والعمل الميداني، فترمي إلى مقاربة نقدية جديدة تتناول التطريز الفلسطيني ودلالاته التاريخية والمعاصرة. للمزيد
قيّمة المعرض ريتشل ديدمان هي باحثة وكاتبة، درست تاريخ الفنّ في جامعتيّ هارفرد وأكسفورد، وتقيم الآن في بيروت، لبنان، حيث أقامت معارضها الأخيرة.
تحيا القدس، آب 2017 - كانون الثاني 2018. في ضوء ما تقاسيه القدسُ بفعلٍ مستمرّ من سياسات إقصائيّة ناجمةٍ عن إجراءات عسكرة المدينة وعزلها وخنقها، عمل المتحف الفلسطيني على إنتاجِ مشروعٍ ومعرضٍ متعدّد الأوجه؛ تحيا القدس، يهدف إلى تسليط الضوء على حاضر المدينة المُعاش ودعم سكانها.
يسعى المعرض لاستكشاف المدينة باعتبارها مجازيًّا نموذجًا شهِدَ نشوء العولمة وانهيارها، ويرنو لإيجاد أجوبة من أجل استلهام مستقبل أفضل. بعيدًا عن الكليشيهات، يتحرى المعرض التحديات الكولونيالية النيوليبرالية والإمبريالية التي يفرضها الاحتلال الإسرائيلي على القدس وسكانها الفلسطينيين. هل بمقدور عنوان مثل تحيا القدس أن ينتقل من مجرّد كونه شعارًا إلى تمثيل لمحتوى حقيقي ودعم للحياة في المدينة؟ ما هي حكايا المقاومة الجمعية؟ كيف نساهم في إحياء القدس.
عملت قيّمة المعرض ريم فضة في مؤسسة جوجنهايم في نيويورك عام 2010 بصفتها قيّمة مشاركة لمعرض فن الشرق الأوسط مشروع أبو ظبي، وكانت قد شاركت في العديد من المعارض الفنّيّة المحلّيّة والعالميّة. مساعدتا قيّمة المعرض هما فوز كابرا ويارا عباس.
«متحف من أجل فلسطين»، آذار 2017. بدأ المتحف الفلسطيني شراكته مع معهد العالم العربي في باريس لإقامة معرض لجزء من مجموعة مشروع «متحف من أجل فلسطين» وذلك يوم السبت 25 شباط وحتّى 26 آذار 2017، لينتقل المعرض بعدها إلى المتحف الفلسطينيّ في بيرزيت عام 2018 أو 2019. ويضم المعرض قرابة 50 عملًا فنّيًّا تبرّع بها فنّانون فرنسيّون مؤيّدون للقضيّة الفلسطينيّة، تشمل لوحات وصورًا فوتوغرافيّة ومنحوتات، وتعكس التّنوع الذي شهدته العقود الأخيرة من أساليب فنّيّة معاصرة.
وانطلق مشروع «متحف من أجل فلسطين» في فرنسا قبل حوالي عامين بهدف إنشاء مجموعة فنّيّة لتكون نواةً لمتحف وطنيّ فلسطينيّ مستقبليّ للفنون الحديثة والمعاصرة. ووقّعت في هذا الشأن اتفاقيةٌ بين سفير فلسطين في اليونسكو إلياس صنبر، والمعهد العالم العربيّ، ممثّلًا برئيسه جاك لانغ.
وقد استوحيت مبادرة «متحف من أجل فلسطين»، من مبادرة شبيهة انطلقت إبّان النّضال ضدّ نظام التّفرقة العنصريّة في جنوب أفريقيا. وتأتي هذه المبادرة بقيادة الفنان الفرنسي الكبير إرنيست بينيون إرنست، عضو الجمعيّة الفرنسيّة للفنّ الحديث والمعاصر، التي تضمّ في عضويتها ممثليّة دولة فلسطين في اليونسكو ومعهد العالم العربيّ وأعضاء آخرين، قدم فيها كلّ فنان عملًا واحدًا أو أكثر، تعبيرًا عن تضامنه مع الشّعب الفلسطيني. وأودعت الأعمال في رعاية معهد العالم العربي بانتظار عودتها إلى هدفها الطبيعي، فلسطين.
وتأتي هذه الشّراكة ضمن رؤية المتحف الفلسطيني في تعزيز الحضور الثّقافي الفلسطيني عالميًا، وتوسيع شبكة شراكاته المحلية والدولية .
«أطراف الخيوط: التطريز الفلسطيني في سياقه السياسي» هو أول معرض ينظّمه المتحف الفلسطيني خارج فلسطين، افتتح أبوابه بتاريخ 25 أيار/ مايو 2016 في دار النمر للفن والثقافة في بيروت، تحت إشراف قيّمة المعرض ريتشيل ديدمان، ويضمّ المعرض في فضائه مجموعة من أعمال وداد قعوار وملك الحسيني عبد الرحيم، ليلقي نظرة نقدية حول دور التطريز في صياغة وتشكيل الثقافة والسياسات الفلسطينية التاريخية والمعاصرة، ومن خلال اعتماده على بحث استمر لسنوات بالإضافة إلى العمل الميداني وإنتاج فيلم توثيقي حديث؛ يبحث المعرض في تاريخ التطريز الفلسطيني ما قبل وبعد عام 1948، مستكشفاً الدور الذي لعبه في المقاومة والوطنية وتمثيل الهوية الفلسطينيّة أدائياً.
مقدمة في المتاحف الفلسطينية، 2014. هو باكورة جهود تعاونية ما بين متاحف فلسطين، ضمن مشروع طويل الأمد يسعى للتشبيك ما بين قطاع المتاحف، ونسج خيوط فيما بينها، ووضع الأسس للعمل سوياً نحو تطوير العمل المشترك وتفعيله، والتعريف بهذا القطاع محلياً، وتحسين الخدمات التي يقدمها لزواره وللمجتمع.
الفكرة: قدم المعرض نظرة عامة عن المتاحف في فلسطين وخارجها، في محاولة لإظهار مدى مساهمتها في فسيفساء المشهد الثقافي الفلسطيني، ودورها في تشكيل الهوية الوطنية كمؤسسات أرشيفية مؤتمنة على التوثيق للتاريخ والحياة الفلسطينية. تناول المعرض تاريخ وتخصصات ومقتنيات ومعروضات 39 متحفاً، هم جزء من هذا المشروع، من خلال مجموعة من الصور والنصوص المأخوذة من مقابلات أجري مع القائمين على هذه المتاحف وزيارات بحثية ميدانية، قام بها طاقم المتحف الفلسطيني في أرجاء فلسطين التاريخية، وشمل توثيق التجربة المتحفية وبعض المجموعات الخاصة ضمن سياقها الاجتماعي والثقافي.
طرح المعرض أسئلة حول التجارب المتحفية، في محاولة لتتبع مجموعة روايات غير خطية لمواضيع تتعلق بالتاريخ والمجتمع الفلسطيني، من خلال إلقاء الضوء على المتحف كأرشيف متعدد الطبقات، يحاكي التركيب المجتمعي المتنوع عبر الجغرافيا الفلسطينية، كما سعى إلى فتح النقاش أيضاً حول دور المتحف كفضاء حاضن، ليس فقط للمجموعات والمقتنيات، وإنما للبحث وإعادة التأويل حول مواضيع تتعلق بالثقافة والهوية.

## برامج ومشاريع

### ألبوم العائلة
تحت شعار «صورك..ذكرياتك..تاريخنا» يستكشف المشروع الكنوز الفوتوغرافية التي يحتفظ بها الفلسطينيون في بيوتهم ويوثقها للأجيال المقبلة. يتم إجراء مقابلات مع أصحاب هذه الصور، ومن ثم رقمنتها وحفظ نسخ عنها ضمن أرشيف خاص تتم إتاحته إلكترونياً للباحثين والمهتمين.

### المسرد الزمني
هو نظام تفاعلي يعمل المتحف على تصميمه بالشراكة مع مؤسسة الدراسات الفلسطينية يقدم الأحداث الأكثر أهمية في تاريخ فلسطين الحديث منذ منتصف القرن التاسع عشر وحتى يومنا هذا، معززة بوثائق وخرائط وصور وفيديوهات، وغيرها. سيتوفر هذا النظام في مبنى المتحف ومن خلال موقعه الإلكتروني.

### أرشيف الأونروا
المتحف الفلسطيني شريك في مشروع بناء أرشيف الأونروا الرقمي الذي يوثق حياة اللاجئين الفلسطينيين، ويوفر مساحة غنية بالمعلومات عن فلسطين والفلسطينيين منذ عام 1950. وسيعمل المتحف من خلال شبكته الرقمية على عرض جزء من هذا الأرشيف أمام الباحثين والمهتمين.

### برنامج الشراكات
يخطط المتحف لتنفيذ برامجه عبر شبكة من الشراكات المحلية والعالمية في مدن رئيسية منها: القدس، حيفا، الناصرة، غزة، عمان، بيروت، دبي، لندن، سان دييغو، سانتياغو، كيب تاون.

### قلنديا الدولي
يعد المتحف الفلسطيني شريكاً أساسياً وأحد أعضاء اللجنة التنظيمية لبينالي قلنديا الدولي، والذي ينظم مرة كل عامين عبر فلسطين التاريخية بالشراكة بين أهم المؤسسات الفلسطينية التي تعنى بالفنون البصرية.

### أرشيف المتحف الفلسطيني الرقمي
يشكل الأرشيف أحد أهم مكوّنات المنصة الافتراضية للمتحف الفلسطيني، وهو أرشيف رقمي مفتوح أمام الجمهور وقابل للتحديث باستمرار، بهدف توثيق مجموعات من صور فوتوغرافية وأفلام وتسجيلات صوتية ومواد أخرى هامة ومهددة بالضياع أو التلف أو المصادرة، من خلال حفظها بشكل رقمي، لتكون متاحة أمام الباحثين والفنانين والجمهور العام على منصة افتراضية خاصة بالمتحف، وعلى منصات افتراضية لمؤسسات أخرى شريكة في أوروبا بهدف الوصول إلى أكبر عدد ممكن من الجمهور. ويضم الأرشيف كافة المقتنيات الرقمية الّتي تمكن المتحف من جمعها ورقمنتها في مبادرات سابقة، بما فيها مشروع ألبوم العائلة الذي ركز على استكشاف الكنوز الفوتوغرافية التي يحتفظ بها الفلسطينيون في بيوتهم، ووثقها للأجيال المقبلة.

## وصلات خارجية
- الموقع الرسمي للمتحف
- مؤسسة التعاون